# Hydropsyche siltalai
Hydropsyche siltalai är en nattsländeart som beskrevs av Doehler 1963. Hydropsyche siltalai ingår i släktet Hydropsyche och familjen ryssjenattsländor. Arten är reproducerande i Sverige. Inga underarter finns listade i Catalogue of Life.